# Îles Grey
Les Îles Grey sont deux îles sur la côte est de Terre-Neuve, en face de Conche : L'île Groais et de Belle Isle.

## Toponymie
Les deux îles doivent leur nom à deux îles situées au large de la côte bretonne, Groix et Belle-Île-en-Mer.

## Géographie
Les îles Grey sont situées à environ cinq kilomètres de la côte de Terre-Neuve et de la localité de Conche.
Ces deux îles sont aujourd'hui inhabitées. La faune y prospère librement, notamment le caribou.

## Histoire
Du XVIIe au XIXe siècle, Belle-Île était un poste de pêche français avec son hameau de "L'Anse aux Français" devenu "French Cove" par la suite. Des Terre-Neuviens d’origine irlandaise et anglaise s'y sont établis au XIXe siècle.
Les îles Grey ont été abandonnées dans les années 1960 et 1970, durant une période de réinstallation mise en place par le gouvernement.